# Паулијус Јанкунас
Паулијус Јанкунас (литв. Paulius Jankūnas; Каунас, 29. април 1984) је бивши литвански кошаркаш. Играо је на позицији крилног центра.

## Успеси

### Клупски
- Жалгирис:
  - Првенство Литваније (15): 2003/04, 2004/05, 2006/07, 2007/08, 2010/11, 2011/12, 2012/13, 2013/14, 2014/15, 2015/16, 2016/17, 2017/18, 2018/19, 2019/20, 2020/21.
  - Куп Литваније /  Куп краља Миндовга (10): 2007, 2008, 2011, 2012, 2015, 2017, 2018, 2020, 2021, 2022.
  - Балтичка лига (4): 2004/05, 2007/08, 2010/11, 2011/12.

### Појединачни
- Идеални тим Евролиге - друга постава (1): 2017/18.
- Најкориснији играч Балтичке лиге (1): 2008/09.
- Ол-стар утакмица Првенства Литваније (6): 2004, 2006, 2007, 2009, 2011, 2012.
- Ол-стар утакмица Балтичке лиге (1): 2006.
- Најбољи скакач Европског првенства до 20 година (1): 2004.

### Репрезентативни
- Светско првенство до 19 година:  2003.
- Европско првенство до 20 година:  2004.
- Светско првенство до 21 године:  2005.
- Европско првенство:  2007,  2015.
- Светско првенство:  2010.